# Кларк, Сэнди
Александр «Сэнди» Кларк (род. 28 октября 1956 года в Эрдри) — шотландский футболист, игравший на позиции нападающего, в частности, за клубы «Эйрдрионианс» и «Харт оф Мидлотиан». После завершения игровой карьеры — тренер.
Его сын, Ники, также стал футболистом.

## Игровая карьера
В профессиональном футболе дебютировал в 1974 году, выступая за команду «Эйрдрионианс» из родного города, в которой провёл восемь сезонов, приняв участие в 234 матчах чемпионата. Большую часть времени, проведённого в составе «Эйрдрионианс», был основным игроком атакующего звена команды. В составе «Эйрдрионианс» был одним из главных бомбардиров команды, имея среднюю результативность на уровне 0,39 гола за игру первенства. В 1980 году стал лучшим бомбардиром второго дивизиона вместе с Джоном Броганом.
Впоследствии с 1982 по 1984 год играл в составе английского клуба «Вест Хэм Юнайтед», а затем — «Рейнджерс».
В 1984 году присоединился к «Хартс». Отыграл за команду из Эдинбурга следующие пять сезонов своей игровой карьеры. Играя в составе «Харт оф Мидлотиан», также в большинстве матчей выходил на поле в основном составе команды.
В течение 1989—1990 годов тренировал команду «Партик Тисл», за которую несколько раз выходил на игровое поле.
Окончательно завершил профессиональную игровую карьеру в клубе «Данфермлин Атлетик», за который провёл четыре матча в течение 1990 года.

## Карьера тренера
Имея опыт тренерской работы с командой «Партик Тисл» в течение 1989—1990 годов, в 1993 году был назначен главным тренером команды «Хартс», тренировал свою бывшую команду один год.
Затем в течение 1996—1998 годов возглавлял тренерский штаб клуба «Гамильтон Академикал», после чего был главным тренером команд «Сент-Джонстон» и «Бервик Рейнджерс».
После некоторого перерыва в тренерской работе в 2009 году вошёл в тренерский штаб «Абердина», возглавляемый Джимми Колдервудом, в следующем году работал с тем же наставником в команде «Килмарнок». После того, как Кларк покинул «Килмарнок», он был спортивным лектором в колледже Камбернаулд.
В сезоне 2011/12 работал на BBC Scotland телевизионным комментатором, в паре с главным комментатором Робом Маклином.
В 2012 году начал сотрудничество с Алланом Джонстоном, был его ассистентом в «Куин оф зе Саут», а затем в течение 2013—2014 годов снова в «Килмарноке». В июне 2014 года он был назначен помощником тренера Даррена Янга в «Альбион Роверс». В конце сезона 2014/15 Кларк покинул «Альбион Роверс» и снова стал работать с Алланом Джонстоном, на этот раз в штабе клуба «Данфермлайн Атлетик». Джонстон и Кларк покинули команду в январе 2019 года и 5 мая после ухода Гэри Нейсмита вернулись в «Куин». Джонстон и Кларк подписали двухлетний контракт, их первой официальной игрой стал первый матч плей-офф Чемпионшипа Шотландии против «Монтроза». 16 апреля 2021 года Джонстон и Кларк продлили контракты до мая 2023 года. 13 февраля 2022 года Джонстон и Кларк покинули клуб по согласованию с руководством, одержав лишь четыре победы в 24 матчах, а клуб находился внизу турнирной таблицы Чемпионшипа Шотландии.
25 ноября 2022 года Кларк был назначен тренером клуба Футбольной Лиги Лоуленд, «Ист Стерлингшир». Это была первая должность главного тренера для Кларка с тех пор, как он покинул «Бервик Рейнджерс» в 2005 году.
28 марта 2023 года Кларк покинул «Ист Стерлингшир» и был назначен новым тренером клуба Второй лиги Шотландии «Альбион Роверс».